# Сузана Бугарчева
Сузана Бугарчева е българска архитектка.

## Биография
Родена е на 24 октомври 1923 г. в София. През 1942 г. завършва средно образование в Американска девическа гимназия в Ловеч. В същата година започва висшето си образование по архитектура в Дрезден. Дипломира се през 1948 г. в Държавната политехника в София. Започва като стажантка в ЦАПО, Централната архитектурна проектантска организация в София.
Като архитектка проектира обществени жилищни сгради и регулационни планове на селата Арчар, Хайредин, Горнослав, Първенец, Дъбравите и др., градоустройствени планове на Първомай, Сопот, старинен Пловдив, втора, трета и пета градска част, жилищен комплекс „Гагарин“ и жилищен комплекс „Тракия“ в Пловдив.
Неин съпруг е Георги Бугарчев, с когото имат две деца – Константин и Диляна.
Наградена е с грамота I степен за генерален план на Пловдив, грамота III степен за градоустройствен план на Сопот, грамота III степен за жилищен комплекс „Гагарин“. Носителка е на златен орден на труда и златна значка на Съюза на архитектите в България.